# Ваља Бисеричи (Јаломица)
Ваља Бисеричи (рум. Valea Bisericii) насеље је у Румунији у округу Јаломица у општини Драгоешти. Oпштина се налази на надморској висини од 63 m.

## Становништво
Према подацима из 2002. године у насељу је живело 110 становника, од којих су сви румунске националности.